# 小小諾亞
《小小諾亞》是由Cygames子公司Blaze Games開發及營運的一款即時戰略遊戲，於2015年在日本发布Android和iOS版，2016年面向海外推出英文版。遊戲以免費遊玩模式營運，收費方式以內購為主，2019年結束營運。遊戲講述推崇鍊金術的虛構國家瑪那賽利斯，舉行了一場面向全世界鍊金術師的錦標賽，玩家扮演其中一名鍊金術師與其他玩家對戰。遊戲衍生作品《小小諾亞：樂園的後繼者》於2022年發售。
本作以吉田明彦的美術為賣點，岡田佑次擔任製作人，崎元仁負責配樂，由Cygames子公司Blaze Games牽頭主導開發，CyDesignation和Cygames的插畫師和3D設計師也有參與其中。開發工作自2014年啟動，遊戲原定為黑暗奇幻風格，期間受到吉田明彦創作的主角「諾亞」影響，改為正面光明的世界觀，並以鍊金術作為故事主軸。遊戲玩法受到《怪物彈珠》和《白貓Project》影響，增加玩家對戰、四人合作模式等玩法。遊戲的美術和音樂獲得正面的評價，英文評論員認為該作是日本風格的《部落衝突》。部分評論員批評遊戲介面設計複雜，玩家引導存在不足。

## 遊戲玩法
《小小諾亞》是一款45°視角的即時戰略遊戲，以免費遊玩模式營運，內購為主要收費方式。故事發生在虛構國家瑪那賽利斯，當地推崇鍊金術，每年瑪那賽利斯王室會組織面向全世界鍊金術師的錦標賽；玩家扮演參賽鍊金術師之一，帶著古代飛行兵器「方舟」與同行的鍊精術師諾亞組隊，對戰各地对手。方舟上的建築有資源生產和軍事設施兩大類，需以瑪那和金蛋兩種資源建設，玩家除了通過完成各類任務獲得資源，也可以攻陷其他玩家方舟掠奪對方資源。戰鬥單位以鍊金術召喚生物「魂偶」為主，諾亞也會參與到戰鬥中，玩家可以通過設施耗費資源強化魂偶與諾亞的戰力。遊戲除了單人遊玩的主線劇情外，還有四人合作的關卡和公會系統。其中公會有頭目討伐戰，能支持30名玩家同時作戰，支持玩家數量後來增加到50名。

## 開發
岡田佑次和渡邊耕一曾一同共事，渡邊耕一創立Cygames後，招攬岡田佑次負責遊戲專案，並於2014年8月1日成立Cygames子公司Blaze Games讓其擔任代表董事。遊戲專案計劃打造一款以吉田明彦的美術為賣點的即時戰略遊戲，岡田佑次帶領Blaze Games擔任製作人，以吉田明彦為首的CyDesignation負責美術概念，Cygames的插畫師和3D設計師負責具體的美術設計，程序及開發等內容則與外包公司合作完成，遊戲音樂方面，岡田佑次找了曾經和吉田明彦在《皇家騎士團2》與《最終幻想XII》合作過的崎元仁負責，總開發人數接近100人。
專案原定為黑暗奇幻風格，舞台為浮空大陸，人類因為某種原因無法在大地上生活，主角從浮空大陸的魔法樹獲得一枚龍蛋，並和孵化的龍定下契約，通過戰鬥成長。吉田明彦圍繞主題設計時，為了增加差異化加入了蒸汽朋克元素，以《聖經》中的挪亞方舟為靈感設計出「方舟」為舞台取代浮空大陸。遊戲主角是吉田明彦創作概念藝術時的偶然之作，他以「瘋狂科學家」和當時流行的「理科少女」概念為靈感創作出角色，定為主角後以挪亞方舟的建造者「諾亞」命名。諾亞的設計給予岡田佑次很大的啟發，專案世界觀因此變得正面光明，並確定了以鍊金術作為故事主軸。
遊戲的舞台「方舟」，開發組用了半年的時間打磨，吉田明彦負責草稿，藍圖由《碧藍幻想》的騎空艇設計師完成，3D模型耗時一個半月定型，之後就是不斷微調。成品方舟畫面由即時及預渲染圖像合成，方舟平台上的草地則是單獨渲染，並使用了循環貼圖。開發組考慮到不同設備長寬比，一再提高方舟的分辨率，並通過特有的技術確保圖像在縮放時不會變形出現鋸齒，同時考慮到不同設備的性能，遊戲內提供高低兩套分辨率給玩家自行選擇。遊戲介面在接受測試時的用戶反饋後，幾乎完全重构，並根據智能手機的触摸屏，增加一系列拖拉操作。
角色設計方面，戰鬥單位魂偶的設計參考玩具和童話故事，並使用一些雙關語命名；关于頭目設計，其中的鋼鐵巨人來自《碧藍幻想》的廢稿。開發組還製作了通用的3D角色模型，以降低開發成本及便於推出新角色。主角諾亞最初的定位是輔助類型角色，可以在戰鬥期間釋放輔助技能，後吉田明彦建議角色使用鍊金術變大體型參與戰鬥，讓諾亞能直接參與到戰鬥中。遊戲玩法設計早期注重即時戰略玩法，開發期間《怪物彈珠》和《白貓Project》等多人遊戲在日本流行，為迎合潮流，開發組又加入了玩家對戰、玩家對抗環境、四人合作模式等玩法。
遊戲音樂方面，崎元仁根據吉田明彦的概念藝術創作出主題曲，再以主題曲為基準設計其他歌曲。因應手機揚聲器的限制，崎元仁適當簡化音效，優化手機遊玩時的辨識度。戰鬥音樂的主奏樂器為海螺，崎元仁邀請了日本樂隊奧林匹克十六戰神的海螺演奏家廣瀬陽太奏樂。

## 發行
2014年12月3日，Blaze Games首次披露遊戲信息和發佈官網，並開放預約，12月15日之前預先註冊用戶可以參與遊戲的首輪封閉測試。2015年1月16日，預先註冊用戶數量超過十萬人。同年2月12日，遊戲正式在Android平台推出，iOS預計同月推出，後延期至3月4日在日本App Store上線。同年10月，Blaze Games在回應海外玩家的詢問時表示有製作國際服的計劃。2016年3月2日，遊戲更新的2.3版本支持英文，同月遊戲英文版《Battle Champs》在加拿大和澳洲兩地推出，月末遊戲總註冊用戶超過200萬人。同年7月12日，遊戲正式支持繁體中文、簡體中文、西班牙文、德文、法文，同時登陸150多個國家及地區的App Store和Google Play，各地共用同一個伺服器。同年9月30日，Cygames接手營運遊戲。2018年11月，Cygames宣佈遊戲將在2019年1月17日停運。
2016年2月10日，遊戲營運臨近一週年，官方推出外傳小說《小小諾亞 Tale of school days》，作者為由岩佐守，吉田明彦負責插畫。遊戲衍生作品《小小諾亞：樂園的後繼者》於2022年6月28日發售。2024年11月30日，遊戲原聲帶《小小諾亞Soundtrack》發售，收錄34首歌曲。

## 評價
| 媒体        | 得分   |
| ----------- | ------ |
| TouchArcade | [ 20 ] |
| Appget      | 4.5/5  |

IGN、Pocket Gamer和TouchArcade均評價該作為日本風格的《部落衝突》，TouchArcade編輯指出和《部落衝突》相比，《小小諾亞》多出不少日式角色扮演遊戲的元素，特別是內置的單人主線劇情，主線劇情的關卡難度曲線適中，期間遊戲會借諾亞之口給玩家攻略建議。
遊戲的美術和音樂獲得正面的評價，IGN編輯稱讚「配樂歡快動人，與遊戲精細時髦的美術和可愛的角色相得益彰」。表示吉田明彦的美術別具一格，角色造型具有辨識度；崎元仁帶有史詩感的管弦樂曲風，也大大豐富了遊戲的表現力。評論員在Appget摘文稱方舟有著吸引人的「自然感」，其景色也會隨四季輪迴而變換，如秋天樹葉轉紅，冬天白雪蓋地。Pocket Gamer編輯馬克·布朗則認為崎元仁为本作创作的配樂為可愛風，不同於過去的管弦樂曲風，戰鬥歌曲使用海螺配樂，更帶有別樣的部落風格。但他批評遊戲介面過於複雜和臃腫，操作界面的按鍵和內容太多。
遊戲玩法也獲得一定好評，Fami通App和電擊ONLINE均表示遊戲玩法有趣，讓人上癮。Fami通App表示遊戲既能建造設施，還能培養角色，戰鬥也有好幾種類型，頭目討伐戰這種合作玩法，也讓人有參與感。馬克·布朗則批評遊戲比較難上手，對玩家的引導不足，遊玩中經常不知道接下來要做什麼。